# ソ連の有人月旅行計画
ソ連は、アメリカのアポロ計画と並行して、1960年代から70年代のソ連において試みられながら、実現しなかった有人宇宙船による月接近飛行および月面着陸計画である。

## 有人月旅行計画の構成
アメリカの有人月旅行計画はアポロ計画一つであったが、ソ連では、
- 有人月接近飛行（ソユーズL1計画。プロトンロケット使用。）
- 有人月面着陸（ソユーズL3計画。N-1ロケット使用。）

を別個の計画として並行して進められていた。月面着陸予定時期は1975年頃を想定していた。

## 極秘の月旅行計画
1960年代、アメリカ合衆国がアポロ計画を進める一方、ソビエト連邦（ソ連）は有人月旅行計画の存在を否定も肯定もしなかったが、1969年7月にアポロ11号の月面着陸が成功するや否や、ソ連政府は「有人月着陸の無謀さと無意味さ」を強調するコメントを発表し、有人月旅行計画の存在を公式に否定した。
しかし、実はソ連も1964年以来、政府命令で1974年6月23日に正式に中止されるまで、1975年を想定目標時期としていた有人月面着陸計画（ソユーズL3計画）が存在し、計画進行させていたことがソ連崩壊後に明らかになった。正式に中止命令が出された時点で、有人月宇宙船「ソユーズLOK」と着陸船「LK」については何とか完成させていた（2機が1974年8月と年末の無人自動操縦ドレス（完全）リハーサル用、2機が有人月面着陸用と用途を確定しており、さらに2機が建造中であった）。打ち上げ実験での大爆発以来、開発の目処がいまだ立っていない運搬手段機材のN-1ロケットを除き、ほかはほぼ有人月面着陸に使用できるまでに完成していたにもかかわらず、それらの機体はスクラップにされた（着陸船や宇宙服の一部は、パリのディズニーランドに常設展示中である）。
1969年に有人月面着陸計画の存在を公式に否定（月一番乗り国家の栄誉を永久に失ったことで、ひそかに進めていた計画の今後の目的・意義まで無意味化）したのにもかかわらず、実際にはなぜ1974年6月23日まで、1975年を想定とした有人月面着陸を中止・放棄せずに狙い続けていた（意義を見いだしていた）のか。それについては、アポロ11号の月着陸以前のソ連に、有人月面着陸計画が無かった（こととする）ため。そして、競争に加わっていたわけではないので負けたわけではない（と弁解する道も拓ける）が、1972年に予定されていた最終飛行のアポロ17号ののち、遅いスタートを切ってあとから参加した（こととしておいた）ソ連が米国のアポロ計画よりも更に技術水準を進歩・向上させた（後発の強みを逆手にとり、むしろ世界にアピールできる）有人月面着陸計画を独自に成し遂げることは、なおもソ連の国威発揚と社会主義体制の勝利として貢献し得るためであった。

### L1計画の中止
月接近飛行計画（L1計画）は、1970年10月まで月周回旅行無人ドレスリハーサルが続けられていた（1969年8月8日・ゾンド7号、1970年10月20日・ゾンド8号）。ゾンド7号は完全無欠の成功を収めたが、ゾンド8号が機内酸素の船外漏洩防止（あとに続く有人宇宙船ソユーズL1の安全性検証・リハーサルの目的もあったので、無人機とはいえ重要な案件であった）、および大気圏水切り飛行に失敗し、第2回収ポイントであるインド洋に不時着する。結局、L1計画達成が実現されることなく、1970年10月31日の政府命令によってソユーズL1計画は正式に中止となった。
なお、1969年のアメリカのアポロ計画による有人月面着陸達成およびソビエト政府が公式に「有人月面着陸計画の存在を否定」後、L1計画を継続させた理由として、レーニン生誕100周年（1970年）を記念して一回きりの有人月接近飛行を行うことが立案されたことがあげられる。

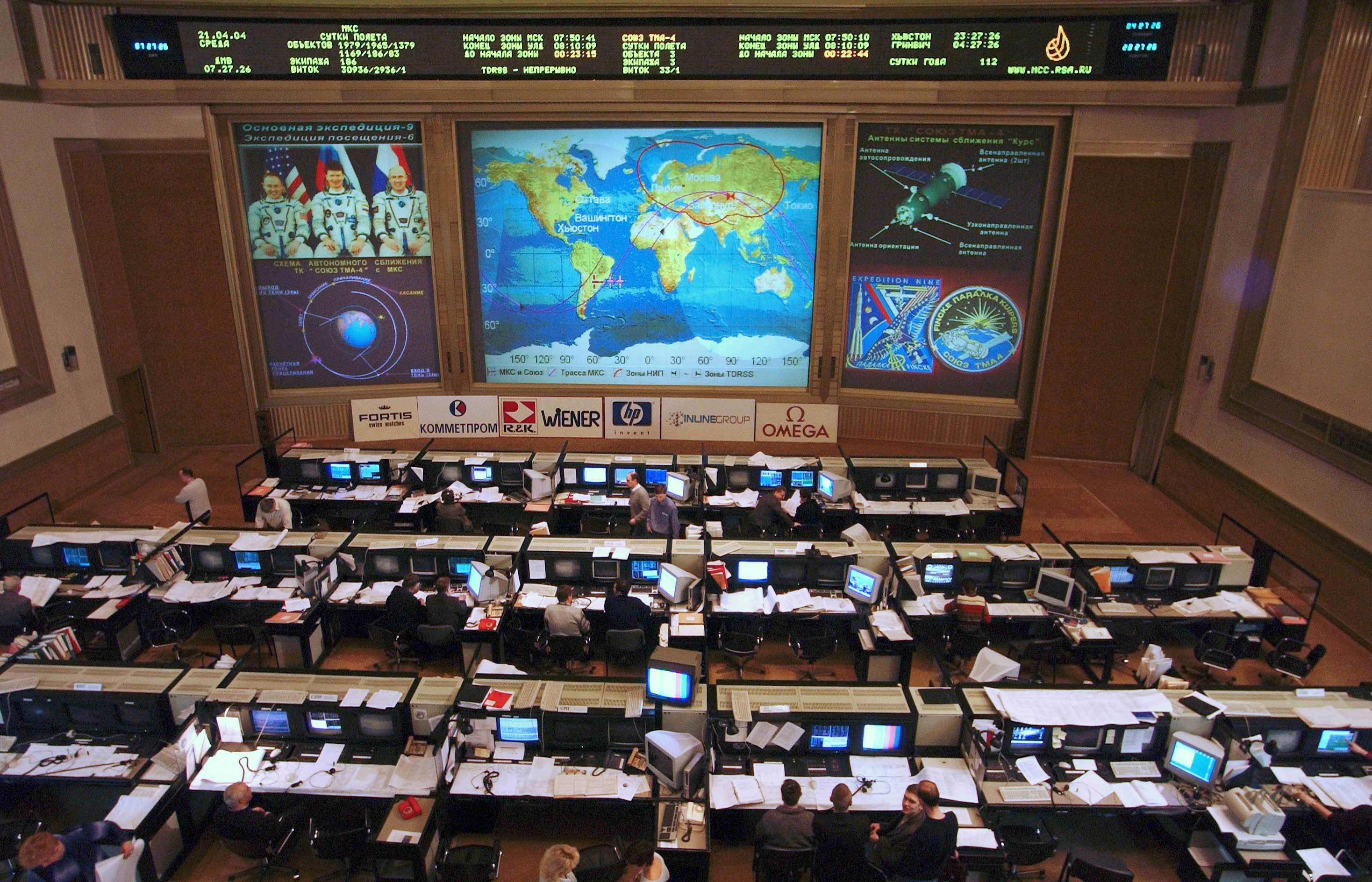
ロシア ISSコントロール・センター

- コロリョフ設計局（のちにL3計画担当）とはライバル関係にあるチェロメイ設計局（プロトンロケットを開発した部署）が計画を担当。
- ソンド5号は亀を載せ史上初の生物の月周回、帰還を実現させたが[1]、不時着の際、最高20Gの減速度を受けた。この不具合はソンド8号でも直らなかった。[2]
- ソユーズL1計画中止までに、有人宇宙船ソユーズL1は既に2機が完成していた。
- 8号機まで製造された無人機ゾンド（ロシア語で「無人計測器」）の打ち上げには、プロトンロケットが使用され、有人宇宙船ソユーズL1の打ち上げにも使用される予定であった。（L3計画と違って月着陸船の運搬が不要であったため、最大搭載量が少なくとも、実用化済みのプロトンロケットが十分役目を担えた。なおプロトンロケットは、現在でも通信衛星やミールなどの宇宙ステーションの打ち上げに用いられている。）

### 背景にあった逆風
1970年代を境に下り坂となり、停滞期に入った共産党独裁体制下での国家財政で計画を継続させる困難さが増大していったことのほか、「チーフ・デザイナー（主任設計員）」と呼称され、「宇宙旅行の父」であるコンスタンチン・ツィオルコフスキーの後継者も同然、あるいはソ連宇宙開発の父とも呼ばれたセルゲイ・パヴロヴィッチ・コロリョフの夭折（1966年1月 結腸ガンの治療手術中に起きた事故で死去）、彼の技術的政敵（ヴァレンティン・グルシュコ、ウラジミール・チェロメイ）との確執、後継者（ワシリー・ミーシン）の力量不足など、多数の障壁が明らかになっているが、中でも「ソビエト版サターン・ロケットとも言える肝腎の超大型運搬ロケット『N1』の開発・実用化にとうとう至らなかった」ことが計画を頓挫させた最も大きな要因とされている。

### L3計画に不可欠だったN1ロケットの開発失敗
N1ロケットは5段ロケットで構成されるが、下段にいくほど、束ねられたロケットエンジンの数が多くなり、三段目は4基、二段目は8基、そして最下部の一段目は実に30基のエンジンをクラスタさせて、高い精度で同期制御させるという技術的命題が課せられていた。スプートニクロケット、ボストークロケット、ソユーズロケット、そして今日に使用されているプロトンロケットと同じく、旧ソ連・ロシアの宇宙ロケットのお家芸とも言えるクラスター・ロケットではあるが、旧来から使用していた小推力のロケットエンジンを流用できて（使用実績も長く蓄積されているので信頼性も高い）、より推力の大きな新型ロケットエンジンを開発する場合に掛かる膨大な費用や開発期間を考慮せずに済むという利点があった。その反面、運搬物が重くなればなるほど、推力も比例して大きくさせねばならぬ手前、束ねて同期制御すべきロケットエンジンの基数も増やしていかねばならなかった。N1ロケットの開発実験では、失敗の全てが30基もの大量のエンジンを束ねている一段目部分に集中していた。これだけの数のロケットエンジンを完全に同期制御させることは、現在の科学技術水準をもってしてもかなり困難であり（ただし、ファルコンヘビー離床時同時作動ロケット27基は問題なく同期制御された実績が複数回あり、ほかにアレスなど同等程度のクラスターエンジンは現在計画中のものもある）、それを半世紀近くも前、しかも当時の世界の先端を走っていたとはいえ旧ソ連一国で開発に挑んでいたことの無謀さ・クラスター・ロケットへの過度の執着こそが、同計画の実現を結果的に阻んだと言えるだろう。奇しくも有人月旅行計画の末期に過ちに気付き、より推力が向上された新型ロケット・エンジンNK-33の開発に成功、同エンジンを大幅に採り入れた改良型N1ロケット（N1F）の開発に着手するも時すでに遅く、N1Fとしての性能実験もほとんど行えないうちに開発継続は中止となった。
- 一見、N1ロケットはクラスター・ロケットに見えないが、全段全ての筐体がロケットエンジン部分を包んで覆っているためである。
- 競合相手であったアメリカが開発に成功していたサターンロケットも厳密にはクラスター・ロケットである（ただし、エンジン数はずっと少ない）。
  - サターン1B（全2段）：1段目にケロシン-液体酸素のロケットエンジン × 8基
  - サターンV（全3段）：1段目にケロシン-液体酸素のロケットエンジン × 5基。2段目に液体水素-液体酸素のエンジン × 5基。3段目に液体水素-液体酸素のエンジン × 1基